# Yuehua Entertainment
Yuehua Entertainment (em chinês: 乐华娱乐) é uma agência de entretenimento multinacional com sede em Pequim, na China. Fundada em junho de 2009, a empresa realiza o gerenciamento e formação de artistas, produções musicais, relações públicas e de marketing. O grupo tem parcerias com as empresas sul-coreanas YG Entertainment, Pledis Entertainment, e Starship Entertainment.
A Yuehua Entertainment recebeu financiamento da Gravity Mídia e CMC Capital em agosto de 2014, a CMC Capital investiu 49 milhões dólares e se tornou seu acionista estratégico na conclusão do financiamento. Em 2014, a Yuehua Entertainment estabeleceu uma filial coreana localizada em Gangnam-gu, Seul, Coreia do Sul. A empresa anunciou planos para uma maior expansão de suas operações da filial coreana a partir de fevereiro de 2016. Em 2019, a filial coreana mudou-se para um novo prédio. Em janeiro de 2021, a Yuehua Entertainment fundou sua nova subsidiária chinesa, Yihua Entertainment (em chinês: 壹华娱乐).

## Grupos
| Debut | Nome                  | Gênero    | Membros                                                   | Líder                               | País                  | Fã-clube      | Status  |
| ----- | --------------------- | --------- | --------------------------------------------------------- | ----------------------------------- | --------------------- | ------------- | ------- |
| 2014  | UNIQ                  | Masculino | Yixuan, Sungjoo, Wenhan, Seungyoun e Yibo.                | Yixuan (Chinês) e Sungjoo (Coreano) | China e Coreia do Sul | Unicorn       | Hiato   |
| 2017  | YHBOYS                | Masculino | Junyi, Guanyi, Enshuo, Jiakai e Linma.                    | Junyi                               | China                 | Cream Candies | Inativo |
| 2017  | Hyeongseop X Euiwoong | Masculino | Hyeongseop e Euiwoong.                                    | Euiwoong                            | Coreia do Sul         | –             | Inativo |
| 2018  | NEXT                  | Masculino | Zhengting, Wenjun, Xinchun, Zeren, Quanzhe e Justin.      | Zhengting                           | China                 | –             | Hiato   |
| 2019  | Everglow              | Feminino  | E:U, Sihyeon, Mia, Onda, Aisha e Yiren.                   | Sihyeon                             | Coreia do Sul         | Forever       | Inativo |
| 2021  | NAME                  | Feminino  | Ruohang, Zihan, Jiajia, Chengxi, Yunzhu, Siyang e Jiaxin. | Zihan                               | China                 | –             | Ativo   |
| 2022  | Tempest               | Masculino | Hanbin, Hyeongseop, Hyuk, Eunchan, LEW e Taerae.          | LEW                                 | Coreia do Sul         | iE            | Ativo   |
| 2022  | Neverland             | Masculino | Dongchen, Ground, Aze, Dafan, Li Yoi e HeMuEn.            | –                                   | China                 | –             | Ativo   |
| 2022  | BOYHOOD               | Masculino | Shiyu, Junlan, Xinxi, Danjia, Muqing e Xinhao.            | –                                   | China                 | –             | Inativo |

## Solistas
| Debut | Artista                  | Grupo    |
| ----- | ------------------------ | -------- |
| 2009  | Mai Meng                 | –        |
| 2010  | Han Geng                 | –        |
| 2010  | Angela                   | –        |
| 2012  | Zhang Yao                | –        |
| 2012  | Shawn                    | –        |
| 2012  | Lucy Wang                | –        |
| 2013  | Ma Song                  | –        |
| 2013  | Xiao Fei                 | –        |
| 2013  | Nana Tse                 | –        |
| 2014  | Elvys Wang               | –        |
| 2015  | Ivy                      | –        |
| 2017  | Owodog                   | –        |
| 2017  | Cherry Ho                | –        |
| 2017  | Zhou Yixuan              | UNIQ     |
| 2018  | Li Wenhan                | UNIQ     |
| 2018  | Justin                   | NEXT     |
| 2019  | Zhu Zhengting / Theo Zhu | NEXT     |
| 2019  | Wang Yibo                | UNIQ     |
| 2019  | Xi Wang                  | –        |
| 2019  | Meng Meiqi               | –        |
| 2019  | Huang Xinchun            | NEXT     |
| 2019  | Bi Wenjun                | NEXT     |
| 2019  | Ding Zeren               | NEXT     |
| 2019  | Li Quanzhe               | NEXT     |
| 2020  | Jin Zihan / Aria Jin     | NAME     |
| 2020  | Wu Xuanyi / Betty Wu     | –        |
| 2020  | Cheng Xiao               | –        |
| 2020  | Hu Chunyang              | –        |
| 2022  | Yena                     | –        |
| 2022  | Wang Yiren               | EVERGLOW |
| 2023  | Tang Jiuzhou / Jojo Tang | –        |

## Atores e atrizes
| Nome           | Grupo   |
| -------------- | ------- |
| Zhou Yixuan    | UNIQ    |
| Li Wenhan      | UNIQ    |
| Wang Yibo      | UNIQ    |
| Ahn Hyeongseop | TEMPEST |
| Lee Euiwoong   | TEMPEST |
| Bi Wenjun      | NEXT    |
| Ding Zeren     | NEXT    |
| Cheng Xiao     | –       |
| Lee Dohyun     | –       |
| Kim Sungjoo    | UNIQ    |

## Grupos virtuais
| Debut | Nome         | Gênero    | Membros                            |
| ----- | ------------ | --------- | ---------------------------------- |
| 2020  | A-SOUL       | Feminino  | Bella, Ava, Diana, Carol e Eileen. |
| 2021  | Quantum Boys | Masculino | Muyu, Chufeng, Xiangtai e Zeyi.    |
| 2022  | EOE          | Feminino  | Luzao, Yumo, Waner, Youen e Minuo. |

## Trainees Notáveis
| Nome          | Nacionalidade | Ocupação temporária                                        |
| ------------- | ------------- | ---------------------------------------------------------- |
| Su XunLun     | Chinês        | Integrante do grupo temporário chinês New Storm            |
| Zhang HaoLian | Chinês        | Integrante do grupo temporário chinês New Storm            |
| Hong WeiZhe   | Chinês        | Integrante do grupo temporário chinês New Storm            |
| Chen Hsinwei  | Chinesa       | Participante do survival show sul-coreano Girls Planet 999 |
| Hu Wenxuan    | Chinês        | Integrante do grupo temporário chinês S.K.Y                |
| Ollie         | Chinês        | Participante do survival show sul-coreano Boys Planet      |
| Zhang Hao     | Chinês        | Integrante do grupo temporário sul-coreano ZEROBASEONE     |
| Ricky         | Chinês        | Integrante do grupo temporário sul-coreano ZEROBASEONE     |
| Kim Gyuvin    | Coreano       | Integrante do grupo temporário sul-coreano ZEROBASEONE     |
| Han Yujin     | Coreano       | Integrante do grupo temporário sul-coreano ZEROBASEONE     |
| Yoo Seungeon  | Coreano       | Integrante do grupo temporário sul-coreano EVNNE           |
| Ji Yunseo     | Coreano       | Integrante do grupo temporário sul-coreano EVNNE           |

## Ex-artistas
| Entrada | Artista        | Saída | Observações                  |
| ------- | -------------- | ----- | ---------------------------- |
| 2014    | WOODZ          | 2022  | Solista e integrante do UNIQ |
| 2016    | WJSN           | 2023  | –                            |
| 2018    | Fan Chengcheng | 2023  | Solista e integrante do NEXT |
| 2022    | Hwarang        | 2024  | Integrante do TEMPEST        |